# Sukhoi P-1
Il Sukhoi P-1 (in alfabeto cirillico Сухой П-1) era un prototipo di caccia intercettore monomotore a getto progettato dall'OKB 51 diretto da Pavel Osipovič Suchoj e sviluppato in Unione Sovietica negli anni cinquanta.

## Storia

### Sviluppo
Alla fine del 1954 il Ministero dell'industria aeronautica sovietico commissionò all'OKB 51 diretto da Pavel Suchoj lo studio di un nuovo caccia intercettore, sia in versione monoposto operativa che biposto da addestramento.
Il progetto venne denominato P (probabilmente da перехватчик, perechvatčik, intercettore), una denominazione già usata precedentemente per un caccia monoposto a getto bimotore della fine degli anni quaranta.
Gli studi preliminari presero in considerazione diverse configurazioni d'arma, quali cannoni, razzi ed il missile AA-1 Alkali, e due modelli di propulsore quali un singolo Ljul'ka AL-7 oppure due Izotov VK-11.
Il Consiglio dei ministri approvò lo sviluppo del un nuovo intercettore il 19 gennaio 1955. Si cominciò quindi a disegnare un modello più dettagliato: il P/1 era il monomotore mentre il P/2 era il bimotore.
Agli inizi si pensò alla classica ed efficiente presa d'aria installata sul muso, ma a causa del grande volume dei radar proposti (che sarebbero dovuti essere installati in una spina al centro della presa) a marzo si decise necessariamente per due prese ai lati della fusoliera. Nella fattispecie i radar presi in considerazione erano l'Almaz-7 (Алмаз, diamante), l'Uragan (Ураган, uragano) ed il Pantera (Пантера, pantera).
Alla fine dell'anno i disegni dettagliati, sia del P/1 che del P/2, erano pronti. Entrambi sfoggiavano delle particolari prese d'aria a sezione circolare ai lati della fusoliera, con l'imbocco posizionato poco a monte della radice alare. Le prese d'aria contenevano un corpo conico di sezione semicircolare che poteva slittare in avanti per adattare la presa stessa.
Il muso ospitava il radar Uragan o Pantera. Il P/1 era studiato per un solo Ljul'ka AL-9F da 10 000 kg di spinta, mentre il secondo disegno prevedeva l'impiego di due turbogetti. Malgrado fossero previsti due missili K-7 (AA-1 Alkali per la NATO) l'aereo doveva usare anche razzi quali ARS-70 in razziere da 32 agganciate ai piloni alari oppure 30 TRS-85 alloggiati in tubi di lancio alla radice alare.
Sempre alla fine del 1955 entrambi i modelli in scala vennero esaminati da una commissione di stato, che approvò con modifiche solo il primo.
La regola delle aree non venne applicata alla fusoliera per permettere di stivare più combustibile. Nell'agosto del 1956 il nuovo progetto era terminato e si cominciò quindi a costruire il prototipo. Lo sviluppo del motore AL-9F subì ritardi e quindi, almeno per la prima fase, si dovette ripiegare sul Ljul'ka AL-7F, leggermente meno potente. Nel maggio del 1957 l'aereo era pronto e il 10 giugno venne trasferito sulla pista per i collaudi.
L'ingegnere che dirigeva i collaudi era Gončarov, il pilota collaudatore era Nikolaj Ivanovič Korovuškin (Николай Иванович Коровушкин), mentre l'addetto al radar era Eduard Vaganovič Eljan (Эдуард Ваганович Елян). L'apparecchio si staccò da terra per la prima volta il 12 luglio del 1958.
Le prove vennero concluse il 22 settembre dello stesso anno. Senza un nuovo motore però il progetto non aveva possibilità di sviluppo. Si cercò allora di adattare la cellula al Tumanskij R-15-300 o al Ljul'ka AL-11. Lo stesso Suchoj provò a destare l'interesse degli uffici di progettazione dei radar, ma il progetto fu abbandonato, ormai superato dagli studi sul meno ambizioso T-37.

#### Il P/1 in dettaglio
La fusoliera del P/1 era divisa in tre sezioni. Nella sezione anteriore erano alloggiati il radar, l'abitacolo del pilota e quello dell'operatore radar subito dietro, i 50 razzi ARS-57 ed il ruotino anteriore. Il carrello era infatti triciclo: la gomma del ruotino anteriore era una K-283 da 570 × 140 mm, senza freni.
L'equipaggio era sistemato in due abitacoli separati ed il cupolino si apriva verso l'alto essendo incernierato alle spalle.
Alla sezione centrale di fusoliera era agganciata l'ala, la quale aveva una pianta a delta, una freccia di 60° al quarto di corda, alettoni ed ipersostentatori. Il bordo d'attacco mostrava un dente di sega, ovverosia possedeva un'estensione del bordo con una singola discontinuità.
Al termine della sezione centrale di fusoliera, i condotti delle prese d'aria si raccordavano per alimentare l'unico turbogetto. L'imbocco delle prese d'aria, come accennato, era adattato da una spina laterale a forma di semicono che si spostava in avanti. Vi era anche un sistema di suzione dello strato limite.
Alla sezione di coda della fusoliera erano agganciati gli stabilatori (stabilizzatori e equilibratori fusi in un pezzo unico), con freccia di 55°, e la deriva con timone, anch'esso con freccia di 55°.
Sempre nella sezione di coda erano alloggiati i tre freni aerodinamici, due ai lati ed uno sul ventre.
Il carrello principale doveva essere provvisto di gomme da 900 × 275 mm, ma a causa delle modifiche in fase costruttiva, si adottarono le KT-72 da 1000 × 280 mm, provviste di freni.
L'avionica si componeva di un radar Pantera, un sistema di guida e collegamento dati Gorizont, una radio RSIU-4V, un sistema IFF SRZO-2, un allarme radar Sirena-2, un radioaltimetro RV-U ed un autopilota AP-39.
Il sistema idraulico era costituito da tre sottositemi indipendenti. Gli attuatori erano il BU-49 sul canale del timone, il BU-51 su quello dello stabilatore, ed il BU-52 per gli alettoni.

#### Il P/2
Il P/2 fu sviluppato parallelamente al P/1 e da questo differiva per l'apparato propulsivo, per l'armamento e l'avionica. Come accennato più sopra, i propulsori erano due Isotov VK-11 (o TV-11) da 5 370 kg di spinta in postcombustione ciascuno. Ogni motore era quindi alimentato da una presa d'aria.
Il P/2 era più pesante del gemello monomotore, per questo motivo il carrello principale era già dall'inizio previsto con gomme da 1000 × 275 mm.
L'armamento principale doveva essere formato da due cannoni Nudel'man e Richter NR-30 (Нудельман-Рихтер НР–30) da 30 mm con 100 colpi per canna, posizionati alla radice alare. Erano però previsti anche i razzi (una ventina di TRS-85 o 16 ARS-70) o due missili aria-aria K-7.